# 2853 Harvill
2853 Harvill eller 1963 RG är en asteroid i huvudbältet, som upptäcktes 14 september 1963 av Indiana Asteroid Program vid Indiana University Bloomington med Goethe Link Observatory. Asteroiden har fått sitt namn efter Richard A. Harvill.
Asteroiden har en diameter på ungefär 6 kilometer och den tillhör asteroidgruppen Flora.